# Futbol'nyj Klub Šachtar Donec'k 2019-2020
Questa voce raccoglie le informazioni riguardanti il Futbol'nyj Klub Šachtar Donec'k nelle competizioni ufficiali della stagione 2019-2020.

## Maglie e sponsor
Lo sponsor tecnico per la stagione 2019-2020 è Nike. Cambia invece lo sponsor di maglia: dopo tredici anni, Parimatch prende il posto di System Capital Management per quanto riguarda le gare in ambito nazionale. Per quanto riguarda le competizioni europee, il logo della holding finanziaria continuerà a comparire sulle divise.
| Casa | Trasferta |

## Rosa
| N. |                      | Ruolo | Calciatore             |
| -- | -------------------- | ----- | ---------------------- |
| 1  | Ucraina (bandiera)   | P     | Oleksij Ševčenko       |
| 2  | Ucraina (bandiera)   | D     | Bohdan Butko           |
| 4  | Ucraina (bandiera)   | D     | Serhij Kryvcov         |
| 5  | Georgia (bandiera)   | D     | Davit Khocholava       |
| 6  | Ucraina (bandiera)   | C     | Taras Stepanenko       |
| 7  | Brasile (bandiera)   | C     | Taison (c)             |
| 8  | Brasile (bandiera)   | C     | Marcos Antônio         |
| 9  | Brasile (bandiera)   | C     | Dentinho               |
| 10 | Ucraina (bandiera)   | A     | Júnior Moraes ()       |
| 11 | Ucraina (bandiera)   | C     | Marlos ()              |
| 14 | Brasile (bandiera)   | C     | Tetê                   |
| 15 | Argentina (bandiera) | A     | Gustavo Blanco Leschuk |
| 15 | Ucraina (bandiera)   | C     | Jevhen Konopljanka     |
| 17 | Ucraina (bandiera)   | C     | Maksym Malyšev         |
| 19 | Israele (bandiera)   | C     | Manor Solomon          |
| 20 | Ucraina (bandiera)   | C     | Viktor Kovalenko       |
| 21 | Brasile (bandiera)   | C     | Alan Patrick           |
| 22 | Ucraina (bandiera)   | D     | Mykola Matvijenko      |

| N. |                    | Ruolo | Calciatore            |
| -- | ------------------ | ----- | --------------------- |
| 23 | Ucraina (bandiera) | A     | Andrij Borjačuk       |
| 23 | Ucraina (bandiera) | C     | Vladyslav Vakula      |
| 27 | Brasile (bandiera) | C     | Maycon                |
| 28 | Brasile (bandiera) | C     | Marquinhos Cipriano   |
| 29 | Ucraina (bandiera) | A     | Andrij Totovyc'kyj    |
| 30 | Ucraina (bandiera) | P     | Andrij Pjatov         |
| 31 | Brasile (bandiera) | D     | Ismaily               |
| 45 | Ucraina (bandiera) | A     | Danylo Sikan          |
| 49 | Brasile (bandiera) | D     | Vitão                 |
| 50 | Ucraina (bandiera) | D     | Serhij Bolbat         |
| 54 | Ucraina (bandiera) | P     | Jevhen Hrycenko       |
| 75 | Ucraina (bandiera) | C     | Artem Bondarenko      |
| 76 | Ucraina (bandiera) | C     | Oleksandr Pichal'onok |
| 77 | Ucraina (bandiera) | D     | Valerij Bondar        |
| 81 | Ucraina (bandiera) | P     | Anatolij Trubin       |
| 91 | Ucraina (bandiera) | C     | Mychajlo Mudryk       |
| 98 | Brasile (bandiera) | D     | Dodô                  |
| 99 | Brasile (bandiera) | C     | Fernando              |

## Calciomercato

### Sessione estiva
| Acquisti         | Acquisti               | Acquisti             | Acquisti               |
| R.               | Nome                   | da                   | Modalità               |
| ---------------- | ---------------------- | -------------------- | ---------------------- |
| D                | Oleh Dančenko          | Enisej               | fine prestito          |
| D                | Dodô                   | Vitória Guimarães    | fine prestito          |
| D                | Vitão                  | Palmeiras            | definitivo (4 mln €)   |
| C                | Jevhen Konopljanka     | Schalke 04           | definitivo (1,5 mln €) |
| C                | Ivan Petrjak           | Ferencváros          | fine prestito          |
| C                | Oleksandr Pichal'onok  | Mariupol'            | fine prestito          |
| A                | Gustavo Blanco Leschuk | Malaga               | fine prestito          |
| A                | Andrij Borjačuk        | Mariupol'            | fine prestito          |
| A                | Danylo Sikan           | Mariupol'            | fine prestito          |
| Altre operazioni |                        |                      |                        |
| R.               | Nome                   | da                   | Modalità               |
| P                | Jevhen Hrycenko        | Mariupol'            | fine prestito          |
| D                | Serhij Čobotenko       | Mariupol'            | fine prestito          |
| D                | Taras Kačaraba         | Slovan Liberec       | fine prestito          |
| D                | Danylo Sahutkin        | Arsenal Kiev         | fine prestito          |
| D                | Jurij Senyc'kyj        | Avanhard Kramators'k | fine prestito          |
| D                | Eduard Sobol'          | Jablonec             | fine prestito          |
| C                | Murad Chačaev          | Sumqayıt             | fine prestito          |
| C                | Danylo Ihnatenko       | Mariupol'            | fine prestito          |
| C                | Andrij Korobenko       | Mariupol'            | fine prestito          |
| C                | Mychajlo Mudryk        | Arsenal Kiev         | fine prestito          |
| C                | V″jačeslav Tankovs'kyj | Arsenal Kiev         | fine prestito          |
| C                | Serhij Vakulenko       | Arsenal Kiev         | fine prestito          |
| C                | Oleksandr Zubkov       | Mariupol'            | fine prestito          |
| A                | Denys Arendaruk        | Ruch Vynnyky         | fine prestito          |
| A                | Denys Bezborod'ko      | Desna Černihiv       | fine prestito          |
| A                | Vladyslav Kulač        | Oleksandrija         | fine prestito          |
| A                | Vladyslav Vakula       | Mariupol'            | definitivo             |

| Cessioni         | Cessioni               | Cessioni             | Cessioni               |
| R.               | Nome                   | da                   | Modalità               |
| ---------------- | ---------------------- | -------------------- | ---------------------- |
| P                | Oleh Kudryk            | Karpaty              | prestito               |
| D                | Valerij Bondarenko     | Vitória Guimarães    | prestito               |
| D                | Oleh Dančenko          | Rubin                | definitivo             |
| D                | Ivan Ordec'            | Dinamo Mosca         | svincolato             |
| C                | Fernando               | Sporting Lisbona     | prestito               |
| C                | Ivan Petrjak           | Fehérvár             | definitivo (1,6 mln €) |
| C                | Wellington Nem         | Fluminense           | prestito               |
| A                | Gustavo Blanco Leschuk | Antalyaspor          | definitivo             |
| A                | Olarenwaju Kayode      | Gaziantep            | prestito               |
| Altre operazioni |                        |                      |                        |
| R.               | Nome                   | a                    | Modalità               |
| D                | Jevhenij Chalovec'     | Minsk                | svincolato             |
| D                | Serhij Čobotenko       | Mariupol'            | svincolato             |
| D                | Taras Kačaraba         | Slovan Liberec       | definitivo             |
| D                | Juchym Konoplja        | Desna Černihiv       | prestito               |
| D                | Viktor Kornijenko      | Mariupol'            | prestito               |
| D                | Danylo Sahutkin        | Enisej               | prestito               |
| D                | Jurij Senyc'kyj        | Avanhard Kramators'k | definitivo             |
| D                | Eduard Sobol'          | Club Bruges          | prestito               |
| D                | Andrij Zaporoščenko    | Mykolaïv             | svincolato             |
| C                | Murad Chačaev          | Sumqayıt             | definitivo             |
| C                | Maksym Čech            | Mariupol'            | prestito               |
| C                | Oleksandr Hlahola      | Mynaj                | definitivo             |
| C                | Danylo Ihnatenko       | Ferencváros          | prestito               |
| C                | Volodymyr Jakimec'     | Karpaty              | definitivo             |
| C                | Andrij Korobenko       | Ruch L'viv           | svincolato             |
| C                | V″jačeslav Tankovs'kyj | Mariupol'            | prestito               |
| C                | Dmytro Topalov         | Mariupol'            | prestito               |
| C                | Serhij Vakulenko       | Karpaty              | definitivo             |
| C                | Oleksandr Zubkov       | Ferencváros          | prestito               |
| A                | Denys Arendaruk        | Rubincon Kiev        | svincolato             |
| A                | Denys Bezborod'ko      | Oleksandrija         | definitivo             |
| A                | Oleksij Kaščuk         | Mariupol'            | prestito               |
| A                | Vladyslav Kulač        | Honvéd               | prestito               |
| A                | Vladyslav Vakula       | Mariupol'            | prestito               |

### Sessione invernale
| Acquisti | Acquisti         | Acquisti         | Acquisti      |
| R.       | Nome             | da               | Modalità      |
| -------- | ---------------- | ---------------- | ------------- |
| C        | Fernando         | Sporting Lisbona | fine prestito |
| C        | Danylo Ihnatenko | Ferencváros      | fine prestito |
| A        | Vladyslav Kulač  | Honvéd           | fine prestito |
| A        | Vladyslav Vakula | Mariupol'        | fine prestito |
| A        | Wellington Nem   | Fluminense       | fine prestito |

| Cessioni | Cessioni           | Cessioni        | Cessioni   |
| R.       | Nome               | da              | Modalità   |
| -------- | ------------------ | --------------- | ---------- |
| D        | Bohdan Butko       | Lech Poznań     | prestito   |
| C        | Danylo Ihnatenko   | Mariupol'       | prestito   |
| A        | Andrij Borjačuk    | Çaykur Rizespor | prestito   |
| A        | Vladyslav Kulač    | Vorskla         | definitivo |
| A        | Andrij Totovyc'kyj | Desna Černihiv  | definitivo |

## Risultati

### Prem"jer-liha

#### Girone d'andata
| Arbitro: | Abdula (Charkiv) |

|                |           |                                             |
| Tret'jakov 42’ | Marcatori | 58’ (aut.) Buchal 73’ Taison 90+1’ Dentinho |

| Arbitro: | Balakin (Kiev) |

|                                      |           |  |
| Marlos 40’ J. Moraes 45’ Ismaily 63’ | Marcatori |  |

| Arbitro: | Kozyk (Mukačevo) |

|               |           |                          |
| Rodrigues 39’ | Marcatori | 21’ J. Moraes 64’ Marlos |

| Arbitro: | Kopijevs'kyj (Kropyvnyc'kyj) |

|  |           |                         |
|  | Marcatori | 31’ Dentinho 37’ Marlos |

| Arbitro: | Kutakov (Brovary) |

|                                                             |           |            |
| Tetê 8’, 11’ J. Moraes 12’ Taison 62’ (rig.) M. Antônio 83’ | Marcatori | 78’ Vakula |

| Arbitro: | Bojko (Kiev) |

|  |           |                                             |
|  | Marcatori | 13’, 80’ J. Moraes 45+3’ Solomon 60’ Marlos |

| Arbitro: | Romanov (Dnipro) |

|                                          |           |                                        |
| Taison 42’ Marlos 54’ J. Moraes 60’, 89’ | Marcatori | 10’ Jurčenko 35’ Kočerhin 86’ Ljednjev |

| Arbitro: | Monzul' (Charkiv) |

|  |           |            |
|  | Marcatori | 22’ Marlos |

| Arbitro: | Aranovs'kyj (Kiev) |

|                                                                |           |  |
| Bondar 32’ Konopljanka 50’ (rig.) A. Patrick 72’ J. Moraes 77’ | Marcatori |  |

| Arbitro: | Paschal (Cherson) |

|  |           |                         |
|  | Marcatori | 4’ J. Moraes 83’ Taison |

| Arbitro: | Kozyk (Mukačevo) |

|                                                            |           |  |
| J. Moraes 5’, 61’ Konopljanka 26’ Dodô 32’ Taison 43’, 45’ | Marcatori |  |

#### Girone di ritorno
| Charkiv 27 ottobre 2019, ore 17:00 EET 12ª giornata | Šachtar          | 0 – 0 referto | Oleksandrija | Stadio Metalist (5 741 spett.)\| Arbitro: \| Romanov (Dnipro) \| |
| Arbitro:                                            | Romanov (Dnipro) |               |              |                                                                  |

| Arbitro: | Paschal (Cherson) |

|  |           |                                     |
|  | Marcatori | 10’ Borjačuk 58’ Kovalenko 65’ Tetê |

| Arbitro: | Balakin (Kiev) |

|             |           |  |
| Kryvcov 18’ | Marcatori |  |

| Arbitro: | Kryvuškin (Charkiv) |

|                                               |           |              |
| J. Moraes 11’, 53’, 77’ (rig.) A. Patrick 85’ | Marcatori | 25’ Tatarkov |

| Arbitro: | Abdula (Charkiv) |

|            |           |                   |
| Putrja 49’ | Marcatori | 15’ (rig.) Taison |

| Arbitro: | Bondarenko (Odessa) |

|                                        |           |  |
| Matvijenko 4’ Marlos 77’ Ismaily 90+1’ | Marcatori |  |

| Arbitro: | Romanov (Dnipro) |

|              |           |                                 |
| Ljednjev 61’ | Marcatori | 54’ J. Moraes 84’ (rig.) Marlos |

| Arbitro: | Aranovs'kyj (Kiev) |

|              |           |  |
| Marlos 90+4’ | Marcatori |  |

| Arbitro: | Paschal (Cherson) |

|               |           |  |
| Stepanjuk 30’ | Marcatori |  |

| Arbitro: | Bojko (Kiev) |

|                                                    |           |                     |
| Kryvcov 4’ J. Moraes 9’ Taison 19’ Konopljanka 23’ | Marcatori | 82’ (rig.) Suprjaha |

| Arbitro: | Kozyk (Mukačevo) |

|                                   |           |                                               |
| Mil'ko 37’, 75’ Havryš 67’ (rig.) | Marcatori | 12’ (rig.) Taison 31’, 81’ J. Moraes 60’ Tetê |

#### Poule scudetto
| Arbitro: | Abdula (Charkiv) |

|                   |           |  |
| Mychajličenko 84’ | Marcatori |  |

| Arbitro: | Monzul' (Charkiv) |

|                                |           |                 |
| Marlos 39’, 67’ M. Antônio 74’ | Marcatori | 38’ Bujal's'kij |

| Arbitro: | Bojko (Kiev) |

|                             |           |                                    |
| Fernando 4’ Marlos 25’, 51’ | Marcatori | 32’ (rig.) Favorov 88’ Budkivs'kyj |

| Arbitro: | Kopijevs'kyj (Kropyvnyc'kyj) |

|  |           |               |
|  | Marcatori | 48’ J. Moraes |

| Arbitro: | Paschal (Cherson) |

|                                 |           |                                  |
| Taison 13’ (rig.) Tetê 60’, 78’ | Marcatori | 48’ Banada 51’ (rig.) Tret'jakov |

| Kiev 27 giugno 2020, ore 19:30 EEST 28ª giornata | Šachtar          | 0 – 0 referto | Zorja | Stadio Olimpico (0 spett.)\| Arbitro: \| Romanov (Dnipro) \| |
| Arbitro:                                         | Romanov (Dnipro) |               |       |                                                              |

| Arbitro: | Romanov (Dnipro) |

|                        |           |                                               |
| Verbič 51’ de Pena 67’ | Marcatori | 31’ Stepanenko 39’ Konopljanka 72’ A. Patrick |

| Arbitro: | Abdula (Charkiv) |

|                           |           |                                                       |
| Hitčenko 29’ Filippov 62’ | Marcatori | 25’ Solomon 26’ Tetê 60’ Maycon 69’ (rig.) A. Patrick |

| Arbitro: | Šandor (Leopoli) |

|                                 |           |  |
| M. Cipriano 49’ J. Moraes 90+4’ | Marcatori |  |

| Arbitro: | Bondarenko (Odessa) |

|                       |           |                      |
| Dovhyj 89’ Banada 90’ | Marcatori | 23’ Tetê 32’ Solomon |

### Coppa d'Ucraina
| Arbitro: | Kopijevs'kyj (Kropyvnyc'kyj) |

|                         |           |                  |
| Sydorčuk 22’ Popov 109’ | Marcatori | 90+2’ Stepanenko |

### UEFA Champions League

#### Fase a gironi
| Arbitro: | Soares Dias |

|  |           |                                           |
|  | Marcatori | 24’ Mahrez 38’ Gündoğan 76’ Gabriel Jesus |

| Arbitro: | Stieler |

|            |           |                             |
| Zapata 28’ | Marcatori | 41’ J. Moraes 90+5’ Solomon |

| Arbitro: | Mateu Lahoz |

|                          |           |                           |
| Konopljanka 17’ Dodô 75’ | Marcatori | 25’ Olmo 60’ (rig.) Oršić |

| Arbitro: | Brych |

|                                     |           |                                                  |
| Petković 25’ Ivanušec 83’ Ademi 89’ | Marcatori | 13’ A. Patrick 90+3’ J. Moraes 90+8’ (rig.) Tetê |

| Arbitro: | Vinčić |

|              |           |             |
| Gündoğan 56’ | Marcatori | 69’ Solomon |

| Arbitro: | Zwayer |

|  |           |                                       |
|  | Marcatori | 66’ Castagne 80’ Pašalić 90+4’ Gosens |

### Europa League

#### Fase a eliminazione diretta
| Arbitro: | Madden |

|                              |           |                  |
| A. Patrick 56’ Kovalenko 72’ | Marcatori | 66’ (rig.) Pizzi |

| Arbitro: | Kuipers |

|                             |           |                                               |
| Pizzi 9’ Dias 36’ Silva 47’ | Marcatori | 12’ (aut.) Dias 49’ Stepanenko 71’ A. Patrick |

| Arbitro: | Skomina |

|            |           |                              |
| Brooks 48’ | Marcatori | 16’ J. Moraes 73’ M. Antônio |

| Arbitro: | Kružliak |

|                                    |           |  |
| J. Moraes 89’, 90+3’ Solomon 90+1’ | Marcatori |  |

| Arbitro: | Oliver |

|                                                        |           |                       |
| J. Moraes 2’ Taison 22’ A. Patrick 75’ (rig.) Dodô 88’ | Marcatori | 90+2’ van Wolfswinkel |

| Arbitro: | Marciniak |

|                                                  |           |  |
| Martínez 19’, 74’ D'Ambrosio 64’ Lukaku 78’, 84’ | Marcatori |  |

### Supercoppa
| Arbitro: | Romanov (Dnipro) |

|                      |           |                  |
| Burda 80’ Harmaš 83’ | Marcatori | 45+3’ A. Patrick |

## Statistiche

### Statistiche di squadra
| Competizione         | Punti | In casa | In casa | In casa | In casa | In casa | In casa | In trasferta | In trasferta | In trasferta | In trasferta | In trasferta | In trasferta | In campo neutro | In campo neutro | In campo neutro | In campo neutro | In campo neutro | In campo neutro | Totale | Totale | Totale | Totale | Totale | Totale | DR  |
| Competizione         | Punti | G       | V       | N       | P       | Gf      | Gs      | G            | V            | N            | P            | Gf           | Gs           | G               | V               | N               | P               | Gf              | Gs              | G      | V      | N      | P      | Gf     | Gs     | DR  |
| -------------------- | ----- | ------- | ------- | ------- | ------- | ------- | ------- | ------------ | ------------ | ------------ | ------------ | ------------ | ------------ | --------------- | --------------- | --------------- | --------------- | --------------- | --------------- | ------ | ------ | ------ | ------ | ------ | ------ | --- |
| Prem"jer-liha        | 82    | 16      | 14      | 2       | 0       | 46      | 11      | 16           | 12           | 2            | 2            | 34           | 15           | 0               | 0               | 0               | 0               | 0               | 0               | 32     | 26     | 4      | 2      | 80     | 26     | +54 |
| Coppa d'Ucraina      | -     | 0       | 0       | 0       | 0       | 0       | 0       | 1            | 0            | 0            | 1            | 1            | 2            | 0               | 0               | 0               | 0               | 0               | 0               | 1      | 0      | 0      | 1      | 1      | 2      | -1  |
| Champions League     | 6     | 3       | 0       | 1       | 2       | 2       | 8       | 3            | 1            | 2            | 0            | 6            | 5            | 0               | 0               | 0               | 0               | 0               | 0               | 6      | 1      | 3      | 2      | 8      | 13     | -5  |
| Europa League        | -     | 2       | 2       | 0       | 0       | 5       | 1       | 2            | 1            | 1            | 0            | 5            | 4            | 2               | 1               | 0               | 1               | 4               | 6               | 6      | 4      | 1      | 1      | 14     | 11     | +3  |
| Supercoppa d'Ucraina | -     | 0       | 0       | 0       | 0       | 0       | 0       | 0            | 0            | 0            | 0            | 0            | 0            | 1               | 0               | 0               | 1               | 1               | 2               | 1      | 0      | 0      | 1      | 1      | 2      | -1  |
| Totale               | 88    | 21      | 16      | 3       | 2       | 53      | 20      | 22           | 14           | 5            | 3            | 46           | 26           | 3               | 1               | 0               | 2               | 5               | 8               | 46     | 31     | 8      | 7      | 104    | 54     | +50 |

### Andamento in campionato
| Giornata  | 1 | 2 | 3 | 4 | 5 | 6 | 7 | 8 | 9 | 10 | 11 | 12 | 13 | 14 | 15 | 16 | 17 | 18 | 19 | 20 | 21 | 22 | 23 | 24 | 25 | 26 | 27 | 28 | 29 | 30 | 31 | 32 |
| --------- | - | - | - | - | - | - | - | - | - | -- | -- | -- | -- | -- | -- | -- | -- | -- | -- | -- | -- | -- | -- | -- | -- | -- | -- | -- | -- | -- | -- | -- |
| Luogo     | T | C | T | T | C | T | C | T | C | T  | C  | C  | T  | C  | C  | T  | C  | T  | C  | T  | C  | T  | T  | C  | C  | T  | C  | C  | T  | T  | C  | T  |
| Risultato | V | V | V | V | V | V | V | V | V | V  | V  | N  | V  | V  | V  | N  | V  | V  | V  | P  | V  | V  | P  | V  | V  | V  | V  | N  | V  | V  | V  | N  |
| Posizione | 1 | 1 | 1 | 1 | 1 | 1 | 1 | 1 | 1 | 1  | 1  | 1  | 1  | 1  | 1  | 1  | 1  | 1  | 1  | 1  | 1  | 1  | 1  | 1  | 1  | 1  | 1  | 1  | 1  | 1  | 1  | 1  |

Legenda:

Luogo: C = Casa; T = Trasferta. Risultato: V = Vittoria; N = Pareggio; P = Sconfitta.

### Statistiche dei giocatori
Sono in corsivo i calciatori che hanno lasciato la società a stagione in corso.
| Giocatore         | Prem"jer-Liha | Prem"jer-Liha | Prem"jer-Liha | Prem"jer-Liha | Coppa d'Ucraina | Coppa d'Ucraina | Coppa d'Ucraina | Coppa d'Ucraina | UEFA Champions League + UEFA Europa League | UEFA Champions League + UEFA Europa League | UEFA Champions League + UEFA Europa League | UEFA Champions League + UEFA Europa League | Supercoppa d'Ucraina | Supercoppa d'Ucraina | Supercoppa d'Ucraina | Supercoppa d'Ucraina | Totale   | Totale | Totale      | Totale     |
| Giocatore         | Presenze      | Reti          | Ammonizioni   | Espulsioni    | Presenze        | Reti            | Ammonizioni     | Espulsioni      | Presenze                                   | Reti                                       | Ammonizioni                                | Espulsioni                                 | Presenze             | Reti                 | Ammonizioni          | Espulsioni           | Presenze | Reti   | Ammonizioni | Espulsioni |
| ----------------- | ------------- | ------------- | ------------- | ------------- | --------------- | --------------- | --------------- | --------------- | ------------------------------------------ | ------------------------------------------ | ------------------------------------------ | ------------------------------------------ | -------------------- | -------------------- | -------------------- | -------------------- | -------- | ------ | ----------- | ---------- |
| M. Antônio        | 21            | 2             | 5             | 1             | 1               | 0               | 0               | 0               | 3+6                                        | 0+1                                        | 0                                          | 0                                          | 0                    | 0                    | 0                    | 0                    | 31       | 3      | 5           | 1          |
| G. Blanco Leschuk | 2             | 0             | 0             | 0             | 0               | 0               | 0               | 0               | 0                                          | 0                                          | 0                                          | 0                                          | 0                    | 0                    | 0                    | 0                    | 2        | 0      | 0           | 0          |
| S. Bolbat         | 16            | 0             | 2             | 0             | 1               | 0               | 0               | 0               | 3+1                                        | 0                                          | 2+0                                        | 0                                          | 1                    | 0                    | 0                    | 0                    | 22       | 0      | 4           | 0          |
| V. Bondar         | 11            | 1             | 3             | 0             | 0               | 0               | 0               | 0               | 0+1                                        | 0                                          | 0+1                                        | 0                                          | 0                    | 0                    | 0                    | 0                    | 12       | 1      | 4           | 0          |
| A. Bondarenko     | 5             | 0             | 0             | 0             | 0               | 0               | 0               | 0               | 0                                          | 0                                          | 0                                          | 0                                          | 0                    | 0                    | 0                    | 0                    | 5        | 0      | 0           | 0          |
| A. Borjačuk       | 3             | 1             | 0             | 0             | 0               | 0               | 0               | 0               | 0                                          | 0                                          | 0                                          | 0                                          | 0                    | 0                    | 0                    | 0                    | 3        | 1      | 0           | 0          |
| B. Butko          | 0             | 0             | 0             | 0             | 0               | 0               | 0               | 0               | 0                                          | 0                                          | 0                                          | 0                                          | 0                    | 0                    | 0                    | 0                    | 0        | 0      | 0           | 0          |
| M. Cipriano       | 12            | 1             | 2             | 0             | 0               | 0               | 0               | 0               | 0                                          | 0                                          | 0                                          | 0                                          | 0                    | 0                    | 0                    | 0                    | 12       | 1      | 2           | 0          |
| Dentinho          | 11            | 2             | 4             | 0             | 1               | 0               | 1               | 0               | 2+0                                        | 0                                          | 0                                          | 0                                          | 1                    | 0                    | 0                    | 0                    | 15       | 2      | 5           | 0          |
| Dodô              | 23            | 1             | 3             | 0             | 1               | 0               | 0               | 0               | 5+5                                        | 1+1                                        | 1+0                                        | 1+0                                        | 0                    | 0                    | 0                    | 0                    | 34       | 3      | 4           | 1          |
| Fernando          | 9             | 1             | 0             | 0             | 0               | 0               | 0               | 0               | 0+1                                        | 0                                          | 0                                          | 0                                          | 0                    | 0                    | 0                    | 0                    | 10       | 1      | 0           | 0          |
| Ismaily           | 21            | 2             | 3             | 0             | 1               | 0               | 0               | 0               | 6+3                                        | 0                                          | 0+1                                        | 0                                          | 1                    | 0                    | 0                    | 0                    | 32       | 2      | 4           | 0          |
| D. Khocholava     | 10            | 0             | 3             | 0             | 1               | 0               | 0               | 0               | 0+4                                        | 0                                          | 0                                          | 0+1                                        | 1                    | 0                    | 1                    | 0                    | 16       | 0      | 4           | 1          |
| J. Konopljanka    | 20            | 4             | 0             | 0             | 1               | 0               | 0               | 0               | 4+5                                        | 1+0                                        | 0+1                                        | 0                                          | 0                    | 0                    | 0                    | 0                    | 30       | 5      | 1           | 0          |
| V. Kovalenko      | 17            | 1             | 2             | 0             | 1               | 0               | 1               | 0               | 5+4                                        | 0+1                                        | 0                                          | 0                                          | 0                    | 0                    | 0                    | 0                    | 27       | 2      | 3           | 0          |
| S. Kryvcov        | 23            | 2             | 2             | 0             | 1               | 0               | 0               | 0               | 6+6                                        | 0                                          | 1+1                                        | 0                                          | 1                    | 0                    | 0                    | 0                    | 37       | 2      | 4           | 0          |
| M. Malyšev        | 0             | 0             | 0             | 0             | 0               | 0               | 0               | 0               | 0                                          | 0                                          | 0                                          | 0                                          | 0                    | 0                    | 0                    | 0                    | 0        | 0      | 0           | 0          |
| Marlos            | 24            | 13            | 3             | 0             | 1               | 0               | 0               | 0               | 5+5                                        | 0                                          | 1+0                                        | 0                                          | 1                    | 0                    | 0                    | 0                    | 36       | 13     | 4           | 0          |
| M. Matvijenko     | 26            | 1             | 2             | 0             | 1               | 0               | 0               | 0               | 6+6                                        | 0                                          | 0                                          | 0                                          | 0                    | 0                    | 0                    | 0                    | 39       | 1      | 2           | 0          |
| Maycon            | 10            | 1             | 0             | 0             | 0               | 0               | 0               | 0               | 0+2                                        | 0                                          | 0                                          | 0                                          | 0                    | 0                    | 0                    | 0                    | 12       | 1      | 0           | 0          |
| J. Moraes         | 27            | 20            | 8             | 0             | 1               | 0               | 0               | 0               | 6+6                                        | 2+4                                        | 1+0                                        | 0                                          | 1                    | 0                    | 0                    | 0                    | 41       | 26     | 9           | 0          |
| M. Mudryk         | 3             | 0             | 1             | 0             | 0               | 0               | 0               | 0               | 0                                          | 0                                          | 0                                          | 0                                          | 0                    | 0                    | 0                    | 0                    | 3        | 0      | 1           | 0          |
| A. Patrick        | 25            | 4             | 6             | 1             | 0               | 0               | 0               | 0               | 6+6                                        | 1+3                                        | 2+1                                        | 0                                          | 1                    | 1                    | 0                    | 0                    | 38       | 9      | 9           | 1          |
| O. Pichal'onok    | 5             | 0             | 0             | 0             | 0               | 0               | 0               | 0               | 0                                          | 0                                          | 0                                          | 0                                          | 0                    | 0                    | 0                    | 0                    | 5        | 0      | 0           | 0          |
| A. Pjatov         | 23            | -18           | 0             | 0             | 1               | -2              | 0               | 0               | 6+6                                        | -13+-11                                    | 0                                          | 0                                          | 1                    | -2                   | 0                    | 0                    | 37       | -46    | 0           | 0          |
| O. Ševčenko       | 2             | -1            | 0             | 0             | 0               | 0               | 0               | 0               | 0                                          | 0                                          | 0                                          | 0                                          | 0                    | 0                    | 0                    | 0                    | 2        | -1     | 0           | 0          |
| D. Sikan          | 7             | 0             | 1             | 0             | 0               | 0               | 0               | 0               | 1+0                                        | 0                                          | 0                                          | 0                                          | 0                    | 0                    | 0                    | 0                    | 8        | 0      | 1           | 0          |
| M. Solomon        | 20            | 3             | 1             | 0             | 0               | 0               | 0               | 0               | 5+3                                        | 2+1                                        | 0                                          | 0                                          | 1                    | 0                    | 0                    | 0                    | 29       | 6      | 1           | 0          |
| T. Stepanenko     | 24            | 1             | 7             | 0             | 1               | 1               | 1               | 1               | 6+5                                        | 0+1                                        | 1+0                                        | 0                                          | 1                    | 0                    | 0                    | 0                    | 37       | 3      | 9           | 1          |
| Taison            | 25            | 10            | 4             | 1             | 1               | 0               | 1               | 0               | 5+6                                        | 0+1                                        | 0+2                                        | 0                                          | 1                    | 0                    | 0                    | 0                    | 38       | 11     | 7           | 1          |
| Tetê              | 26            | 8             | 4             | 0             | 0               | 0               | 0               | 0               | 3+4                                        | 1+0                                        | 0                                          | 0                                          | 1                    | 0                    | 0                    | 0                    | 34       | 9      | 4           | 0          |
| A. Trubin         | 7             | -7            | 0             | 0             | 0               | 0               | 0               | 0               | 0                                          | 0                                          | 0                                          | 0                                          | 0                    | 0                    | 0                    | 0                    | 7        | -7     | 0           | 0          |
| V. Vakula         | 2             | 0             | 0             | 0             | 0               | 0               | 0               | 0               | 0                                          | 0                                          | 0                                          | 0                                          | 0                    | 0                    | 0                    | 0                    | 2        | 0      | 0           | 0          |
| Vitão             | 4             | 0             | 0             | 0             | 0               | 0               | 0               | 0               | 0                                          | 0                                          | 0                                          | 0                                          | 0                    | 0                    | 0                    | 0                    | 4        | 0      | 0           | 0          |